# 麥寮拱樂社
麥寮拱樂社，成立於臺南州崙背庄（今雲林縣麥寮鄉）拱範宮。演出、出品臺語最早電影《薛平貴與王寶釧》。著名演員有許秀年、唐美雲、連明月、陳美雲、王春美、賴秋香、蔡美珠、李秋娥、李蘭香、陳秀麗。

## 歷史
- 1759年，拱範宮成立戲曲館[1]。
- 1934年，陳澄三成立南管團。
- 1945年，改為歌戲團[2]。
- 1952年，改為劇本團。
- 1953年，改為少女團。
- 1961年，成立錄音二、三團[3]。
- 1961年，成立話劇團。
- 1962年，成立錄音五團。
- 1962年，成立囝仔六團。
- 1966年，成立錄音七、八團。
- 1966年，成立劇校[4]。
- 1966年，改為補習班。
- 1969年，改為訓練班。
- 1971年，成立歌劇團[5]。
- 1977年，陳澄三退休。
- 1977年，轉讓歌戲團。

## 作品

### 歌戲
- 金銀天狗
- 孤兒流浪記
- 母之罪
- 空愛情難斷
- 乞食王子
- 劍底鴛鴦
- 皇帝充軍
- 德化萬惡
- 黑染玫瑰
- 神秘殺人針
- 花鼓情仇
- 合寶金錢會
- 忠貞報國
- 性本善
- 忠義亭
- 碎心記
- 真假王子
- 節烈夫人
- 仇海情天
- 七仙女
- 山伯英台
- 女秀才
- 王允獻貂蟬
- 兩世同修
- 金玉奴
- 洛神
- 連環美人計
- 漢族義魂
- 劍影情仇
- 孝子殺親父
- 慈母淚
- 江山美人
- 節義亭
- 愛怨晴天
- 小女俠紅蝴蝶
- 火煙新作
- 可恨的慈母
- 中興大夏
- 王佐斷臂
- 王寶釧
- 西廂記
- 三潭印月
- 劉伯溫
- 天涯遊龍
- 可愛離婚妻
- 田單復國
- 深宮怨[6]
- 紅樓殘夢
- 漁村怪俠
- 清宮一百零八年

### 話劇
- 杜諒梅

### 歌劇
- 電光拐
- 蛇女思凡
- 黑白蛇下凡
- 圓滿
- 白蛇傳
- 花馬車
- 森林之夜
- 海底奇觀
- 美人魚公主愛上王子
- 桂河大橋
- 南方特技舞
- 鬥牛舞
- 找愛人
- 王寶釧
- 吾愛吾生
- 雙面舞
- 月球上太空舞
- 六才子
- 出水芙蓉
- 誰的過錯
- 勝利狂歡曲

### 電視
- 婉鳳樓
- 宮樓殘夢
- 八百零八年
- 樊梨花與薛丁山
- 天倫夢覺
- 手足情
- 大宋兒女
- 包公傳
- 玉扇墜
- 父在何處
- 以德報怨
- 二度梅
- 玉帶緣
- 孝子報仇
- 忠魂情潮
- 洛水女神
- 紅顏劫
- 破鏡重圓
- 換小玉
- 鄭成功與兩神童
- 女鏢師
- 巧合奇緣
- 千里尋夫
- 江左少年

### 電影
- 薛平貴與王寶釧1（1956年）
- 薛平貴與王寶釧2（1956年）
- 雨夜花（1956年）
- 薛平貴與王寶釧3（1956年）
- 補破網（1956年）
- 金壺玉鯉（1958年）
- 乞食與千金（1961年）
- 劍龍小飛俠（1961年）
- 王寶釧（1961年）
- 金銀天狗（1962年）
- 銀面小天狗（1962年）
- 流浪三兄妹（1963年）
- 小按君（1963年）
- 三兄妹告御狀（1964）
- 三兄妹報父仇（1964）
- 苦兒蕩婦心
- 天涯遊龍

## 獎項
- 1958年 : 臺灣地方戲劇比賽亞軍。
- 1962年 : 臺灣地方戲劇比賽亞軍。
- 1963年 : 臺灣地方戲劇比賽最佳舞台獎。
- 1968年 : 臺灣地方戲劇比賽亞軍。
- 1971年 : 臺灣地方戲劇比賽紀念獎[7]。